# Arthur Jones

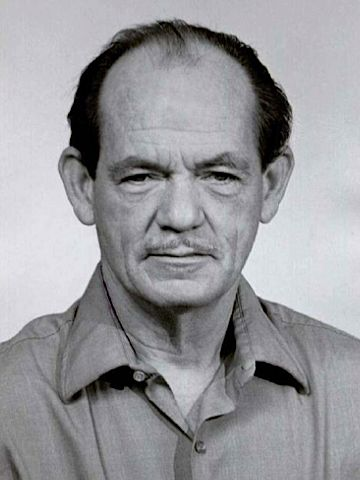
Arthur Allen Jones

Arthur Allen Jones (22 de novembro de 1926 - 28 de agosto de 2007) foi o inventor das máquinas do exercício Nautilus, incluindo o PullOver Nautilus, que foi vendido pela primeira vez em 1970. Ele nasceu no Arkansas, mas cresceu em Seminole, Oklahoma.

## Realizações
As ideias de Jones ajudaram a mover a noção do público do bodybuilding e do treinamento de força para longe da escola de treinamento de Arnold Schwarzenegger (método apadrinhado por Joe Weider), que envolvia horas na academia, para o treinamento da alta intensidade. Isto envolvia treinos breves, escolha de cargas suficientes para que se pudesse executar-se as séries até o fracasso muscular em boa forma e minimizando o impulso, que, de acordo com a ideologia do método, provoca o máximo crescimento muscular. Embora validado com a ajuda de diversos bodybuilders de alta-performance adquirindo tamanho significativo e ganhos de força, os treinamentos de alta intensidade é reconhecido por alguns universalmente como o melhor método de treinamento, porém as indústrias Weiders fazem com que os treinos de alta intensidade sejam descreditados. Os indivíduos famosos que treinaram sob a tutela de Jones incluem Sergio Oliva (Mr. Olympia), Casey Viator (que participou do Experimeno do Colorado) e Mike Mentzer, B. Coey, dentre outros. Arthur Jones é um ótimo inventor e não somente na área de desenvolvimento de máquinas de treinos. Arthur fez muito pela indústria médica e ainda faz, fundou as Hammers e as MedX. MedX máquinas perfeitas sobre todas as outras.